# Cyrotyphus
hindleg
| regnum = Animalia
| phylum = Arthropoda
| classis = Insecta
| ordo = Coleoptera
| familia = Belidae
| subfamilia = Belinae
| genus = Cyrotyphus
| genus_authority = 
| image = 
}}
Cyrotyphus là một chi bọ cánh cứng trong họ Belidae.

## Phân loại
- Cyrotyphus fascicularis
- Cyrotyphus variegatus